# Gravity Recovery and Climate Experiment

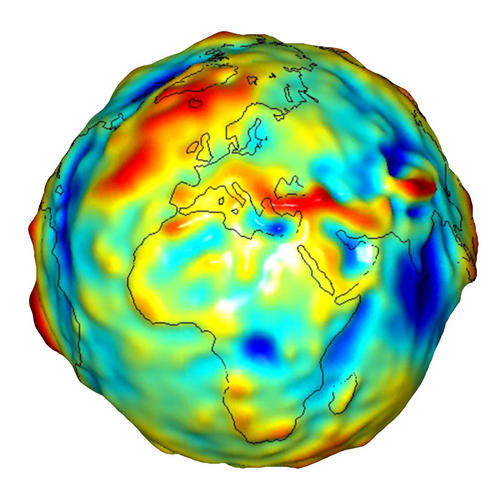
Variaties in het zwaartekrachtveld van de Aarde

Het Gravity Recovery and Climate Experiment, het Zwaartekracht- en klimaatexperiment, meestal afgekort tot GRACE, is een gezamenlijk wetenschappelijk ruimtevaartproject van de Verenigde Staten en Duitsland. Twee satellieten, die achter elkaar dezelfde baan om de Aarde afleggen, meten de geringste variaties in het zwaartekrachtsveld van de Aarde. Het programma is in maart 2002 begonnen en in oktober 2017 beëindigd, jaren later dan gepland, maar heeft in mei 2018 een vervolgprogramma gekregen, het Gravity Recovery and Climate Experiment Follow-On, afgekort tot GRACE-FO, met zo goed als dezelfde apparatuur.
De twee satellieten vliegen 220 km achter elkaar op 500 km boven de Aarde, dus reageren iets na elkaar op fluctuaties in het zwaartekrachtveld van de Aarde. Dat heeft invloed op hun onderlinge afstand en door terug te rekenen kan de verdeling van de massa op de Aarde nauwkeurig worden berekend.
Het project, dat door het Jet Propulsion Laboratory van de NASA wordt geleid, wordt in het kader van het Earth System Science Pathfinder ESSP programma en is tot stand gekomen in samenwerking met het Center for Space Research van de Universiteit van Texas in Austin, het Duitse Ruimtevaartcentrum en het Deutsches GeoForschungsZentrum in Potsdam. 
De nauwkeurige metingen van GRACE zijn van essentieel belang voor de oceanografie, geologie en klimatologie van de planeet. De gegevens betreffen onder meer de dikte van de ijskappen, elke minieme toename van de zeespiegelstijging, het zich in de hele wereld terugtrekken van gletsjers, de waterstromen in aquifers en de langzame lavastromen binnen het magma van de Aarde.  
De Gravity Field and Steady-State Ocean Circulation Explorer GOCE, ontwikkeld door de ESA voerde tussen 2009 en 2013 dezelfde soort metingen uit.

## Websites GRACE
- Universiteit van Texas in Austin. Gravity Recovery and Climate Experiment.
- Jet Propulsion Laboratory. Measuring Earth's Surface Mass and Water Changes.
- Deutsches GeoForschungsZentrum. Gravity Recovery and Climate Experiment.